# Antonia de Trallès
Pour les articles homonymes, voir Antonia.
Sauf précision contraire, les dates de cet article sont sous-entendues « avant l'ère commune » (AEC), c'est-à-dire « avant Jésus-Christ ».
Antonia (de Trallès), dite aussi « Antonia Evergète (de Smyrne) », est une personnalité féminine romaine du Ier siècle av. J.-C. Elle est identifiée à la première fille de Marc Antoine, l'aînée des trois filles d'Antoine connues sous le nom d'Antonia, les deux suivantes étant Antonia l'Aînée et Antonia la Jeune, filles d'Octavie la Jeune. Elle est la mère de Pythodoris de Trallès, qui devient souveraine du royaume du Pont. Trallès est la moderne Aydın en Turquie.

## Biographie
Une fille de Marc Antoine, « Antonia », naît entre l'an 54 et l'an 49 de son union avec sa cousine germaine Antonia Hybrida Minor.
Elle est donc petite-fille de Marcus Antonius Creticus, préteur en 74 et de Caius Antonius Hybrida, consul aux côtés de Cicéron en 63. Marcus Antonius Orator, consul en 99, est donc deux fois son arrière-grand-père.
En l'an 47, Antoine divorce d'Hybrida Minor qui aurait eu une liaison avec Publius Cornelius Dolabella et il épouse la veuve de Clodius et de Curion, Fulvie.
En 44, Antonia est fiancée à Lépide le Jeune, les deux futurs triumvirs ayant arrangé le mariage.
Cependant, pour une raison inconnue, les fiançailles seraient rompues quelque temps plus tard. Selon Theodor Mommsen, en 36, Antonia épouserait Pythodoros de Trallès, un noble grec anatolien très riche, ancien proche de Pompée et plus vieux qu'elle de vingt ans. Antoine cherche à cette époque là des fonds pour sa campagne parthique. Le couple vivrait à Smyrne et, en 30 ou en 29, Antonia donnerait naissance à une fille, Pythodoris de Trallès. Cependant, cette identification d'Antonia, fille d'Antoine, avec « Antonia Evergète », la mère de Pythodoris est incertaine. Certains historiens remettent en doute la théorie de Mommsen alors que d'autres l'approuvent.
Pythodoris de Trallès devient reine du Pont en l'an 13 en épousant Polémon, le fidèle vassal de feu son grand-père. Elle règne seule sur ce royaume client de Rome au nom de ses enfants mineurs à la mort de son mari en 8 av. J.-C. Elle se remarie avec Archélaos de Cappadoce, lui aussi nommé par Antoine. Cette alliance entre deux souverains clients génère la méfiance de Rome et les deux royaumes sont placés sous administration romaine par Tibère. Parmi sa descendance, on retrouve plusieurs rois vassaux de Thrace, d'Anatolie et du Caucase et surtout la dynastie régnant sur le royaume du Bosphore du Ier au IVe siècle.